# Eva Almunia
María Eva Almunia Badía (Esplús, Huesca, 3 de marzo de 1960) es una política española, exconsejera de Presidencia de Aragón y candidata del PSOE-Aragón a la presidencia de la Diputación General de Aragón en las elecciones de 2011. Está casada y tiene una hija.

## Inicios en la política
Nacida en Esplús, estudió interna en Huesca, y más tarde en Lérida. En las elecciones municipales de 1983 fue elegida concejal en Esplús por el PSOE-Aragón, y en 1987 entró a formar parte de la Diputación Provincial de Huesca como responsable del área de Educación y Cultura hasta 1995. En las elecciones municipales de 1999 fue elegida concejal del PSOE-Aragón en el ayuntamiento de Huesca.
Dentro de la dirección federal del PSOE, fue secretaria de Educación entre 2004 y 2008, siendo desde entonces secretaria ejecutiva de Conciliación Laboral.

## Consejera de Educación
En 2001 entra en el gobierno de Aragón, presidido por Marcelino Iglesias, ocupando el cargo de Consejera de Educación y Ciencia, asumiendo competencias de cultura y deporte en 2003. En las elecciones autonómicas de 2003 es elegida diputada en la Cortes de Aragón, siendo confirmada como consejera de Educación, cargo que mantiene tras las elecciones autonómicas de 2007. Dimite como diputada, siendo sustituida por Enrique Villarroya Saldaña. Sin embargo, en abril de 2008 dimite como consejera y diputada, al haber sido nombrada secretaria de Estado de Educación, cargo que mantiene hasta 2010, cuando regresa a Aragón como consejera de Presidencia.

## Candidata a la Presidencia de Aragón
En septiembre de 2010 es proclamada candidata del PSOE-Aragón a la presidencia de la Diputación General de Aragón para las elecciones autonómicas de 2011, encabezando la lista de su partido por la provincia de Zaragoza. En dichas elecciones, la candidatura que encabezaba alcanzó el 28'94% de los votos, situándose por detrás de la del Partido Popular de Aragón de Luisa Fernanda Rudi.

## Cargos desempeñados
- Concejala en el Ayuntamiento de Esplús (1983-1999)
- Delegada de Educación y Cultura en la Diputación Provincial de Huesca (1987-1995)
- Concejala en el Ayuntamiento de Huesca (1999-2001)
- Consejera de Educación y Ciencia de la Diputación General de Aragón (2001-2003)
- Consejera de Educación, Cultura y Deporte en la Diputación General de Aragón (2003-2008)
- Diputada por Huesca en las Cortes de Aragón (2003 y 2007-2008)
- Secretaria de Educación en la Ejecutiva Federal del PSOE (2004-2008)
- Secretaria de Estado de Educación y Formación Profesional (2008-2010)
- Secretaria de Conciliación Laboral de la Ejecutiva Federal del PSOE (Desde 2008)
- Consejera de Presidencia en la Diputación General de Aragón (2010-2011)
- Diputada por Zaragoza en las Cortes de Aragón (2011-2015)
- Presidenta del Grupo Parlamentario Socialista en las Cortes de Aragón (2011-2012)